# Ayyoub Bouaddi
Ayyoub Bouaddi (Senlis, Oise, 2 de octubre de 2007) es un futbolista francés de ascendencia marroquí. Juega de mediocentro y su equipo actual es el Lille Olympique Sporting Club de la Ligue 1 de Francia.

## Trayectoria
Debutó como profesional el 5 de octubre de 2023, fue titular en la fecha 2 del grupo por Conference League, estuvo los 90 minutos en cancha con 16 años recién cumplidos y empataron sin goles frente a Klaksvíkar Ítróttarfelag.
En la fecha 9 de la Ligue 1 2023-24 debutó en el plano local, ingresó al minuto 67 debido a una lesión de Nabil Bentaleb y derrotaron 1-0 a Stade Brestois 29 en el Estadio Pierre-Mauroy ante más de 34500 espectadores.

## Selección nacional
Ha sido parte de la selección de Francia en las categorías juveniles sub-16, sub-17, sub-18, sub-20 y sub-21.
Debutó con los Galos el 5 de octubre de 2022, fue titular en un amistoso contra Gales sub-16 y ganaron 3-0. Dos días después volvieron a jugar contra Gales, fue suplente e ingresó en los minutos finales, fue suficiente para convertir su primer gol con la selección en lo que fue el triunfo 3-1.

## Estadísticas
Actualizado al último partido disputado el 17 de mayo de 2025.
| Club                   | Div.          | Temporada     | Liga  | Liga  | Liga   | Copas nacionales | Copas nacionales | Copas nacionales | Copas internacionales | Copas internacionales | Copas internacionales | Total | Total | Total  |
| Club                   | Div.          | Temporada     | Part. | Goles | Asist. | Part.            | Goles            | Asist.           | Part.                 | Goles                 | Asist.                | Part. | Goles | Asist. |
| ---------------------- | ------------- | ------------- | ----- | ----- | ------ | ---------------- | ---------------- | ---------------- | --------------------- | --------------------- | --------------------- | ----- | ----- | ------ |
| Lille O. S. C. Francia | 1.ª           | 2023-24       | 9     | 0     | 0      | 3                | 0                | 0                | 6                     | 0                     | 1                     | 18    | 0     | 1      |
| Lille O. S. C. Francia | 1.ª           | 2024-25       | 24    | 0     | 1      | 3                | 0                | 0                | 9                     | 0                     | 1                     | 36    | 0     | 2      |
| Lille O. S. C. Francia | 1.ª           | 2025-26       | 0     | 0     | 0      | -                | -                | -                | -                     | -                     | -                     | 0     | 0     | 0      |
| Lille O. S. C. Francia | Total club    | Total club    | 33    | 0     | 1      | 6                | 0                | 0                | 15                    | 0                     | 2                     | 54    | 0     | 3      |
| Total carrera          | Total carrera | Total carrera | 33    | 0     | 1      | 6                | 0                | 0                | 15                    | 0                     | 2                     | 54    | 0     | 3      |
| 1. 2.                  |               |               |       |       |        |                  |                  |                  |                       |                       |                       |       |       |        |

## Palmarés

### Distinciones individuales
| Distinción                                                                             | Año  |
| -------------------------------------------------------------------------------------- | ---- |
| Parte de los 60 mejores jugadores jóvenes del mundo para The Guardian (categoría 2007) | 2024 |
| Nominado al Premio Golden Boy                                                          | 2025 |